# Бенция, Георге
Георге Бенция (рум. Gheorghe Benția; 1 июля 1897, Питешти — неизвестно) — румынский регбист, крыльевой. Бронзовый призёр летних Олимпийских игр 1924 года.

## Биография
Георге Бенция родился 1 июля 1897 года в румынском городе Питешти.
Играл в регби за «Стадиул Ромын» из Бухареста на позиции крыльевого.
В 1919 году играл за сборную Румынии на Межсоюзнических играх в Париже, где румыны стали третьими.
В 1924 году вошёл в состав сборной Румынии по регби на летних Олимпийских играх в Париже и завоевал бронзовую медаль. Играл на позиции крыльевого, провёл 2 матча, очков не набирал.
В течение карьеры провёл за сборную Румынии 4 матча, очков не набирал.
О дальнейшей жизни данных нет.

## Память
6 июня 2012 года в составе сборной Румынии, завоевавшей бронзу летних Олимпийских игр 1924 года, введён в Зал славы регби.